# Rainer Hartleb
Rainer Hartleb, född 29 februari 1944 i Hildburghausen i Tyskland, är en tysk-svensk dokumentärfilmare som följt en grupp människor i Jordbro, barnen från Jordbro från att de var sju år och började skolan 1972. Dokumentärserien finns i sju delar hittills. Dokumentären En pizza i Jordbro belönades med en guldbagge. Den 13 januari 2007 tilldelades Hartleb TV4:s filmpris Guldsolen för 2006. Utmärkelsen fick han för sitt arbete med de sex första filmerna om Jordbrobarnen som lanserats tillsammans under namnet Jordbrosviten.

## Biografi
Rainer Hartlebs far dog som krigsfånge efter andra världskriget och hans mor fängslades och skickades till lägret Sachsenhausen. Hartleb bodde hos sin mormor tills modern släpptes 1948. Han kom till Sverige 1952 tillsammans med sin mor och sin styvfar. Han började studera i Lund och arbetade på piratradion Radio Syd. Han ringde till Åke Ortmark och sade att han ville arbeta på TV och fick chansen. Han lyckades dock inte som nyhetsjournalist, men kom in på en producentutbildning och arbetade på konsumentredaktionen.
Hartleb är gift, och har dottern Molly Hartleb, med journalisten och dramatikern Margareta Garpe. Han har även en dotter från ett tidigare förhållande med Suzanne Osten.

## Filmografi
- 1970 – Jag bor på Hägerstensvägen
- 1970 – Fest på Gärdet
- 1973 – Från en barndomsvärld
- 1982 –  Hemligheten - En film om Hasse och Johanna
- 1982 – Barnen från Jordbro
- 1986 – Leva i Jordbro
- 1988 – Tillbaka till Jordbro
- 1992 – Det var en gång... en liten flicka
- 1994 – En pizza i Jordbro
- 2001 – Nya barn i Jordbro
- 2006 – Alla mår bra
- 2009 – När jag blir stor
- 2014 – Långt från Jordbro[3]